# Emina Bektas
Emina Bektas (* 30. März 1993) ist eine US-amerikanische Tennisspielerin.

## Karriere
Bektas spielt vor allem Turniere des ITF Women’s Circuit, wo sie bislang acht Turniere im Einzel und 26 im Doppel gewonnen hat. Weiters gewann sie ein WTA Challenger-Turnier in Tampico im Einzel.
Als Collegespielerin spielte Bektas für die Mannschaft der University of Michigan. 2011 stand sie im Finale des Dameneinzel der ITA National Summer Championships gegen Mallory Burdette, das sie mit 4:6 und 6:7 verlor. In den Jahren 2012, 2013 und 2014 nahm sie an den NCAA Division I Tennis Championships teil.
2016 erhielt sie mit ihrem Partner Evan King eine Wildcard für den Mixedwettbewerb der US Open. Sie verloren ihr Erstrundenspiel gegen Tímea Babos und Eric Butorac mit 6:75 und 1:6.
2017 erreichte Bektas mit ihrer Partnerin Alexa Guarachi das Halbfinale bei den Odlum Brown Vanopen in Vancouver. Bei den US Open startete sie mit ihrer Partnerin Amanda Anisimova ebenfalls mit einer Wildcard im Damendoppel, wo sie gegen Shūko Aoyama und Yang Zhaoxuan mit 4:6 und 1:6 ihr Erstrundenmatch verloren. Im September siegte sie bei den mit 80.000 US-Dollar dotierten Coleman Vision Tennis Championships in Albuquerque, wo sie im Finale ihre Landsfrau Maria Sanchez mit 6:4 und 6:2 schlug.

## Turniersiege

### Einzel
| Nr. | Datum              | Turnier      | Kategorie      | Belag     | Finalgegnerin        | Ergebnis       |
| --- | ------------------ | ------------ | -------------- | --------- | -------------------- | -------------- |
| 1.  | 21. Juli 2013      | Evansville   | ITF $10.000    | Hartplatz | Brooke Austin        | 4:6, 6:4, 6:3  |
| 2.  | 9. Oktober 2016    | Mexiko-Stadt | ITF $10.000    | Hartplatz | Victoria Rodríguez   | 6:3, 6:1       |
| 3.  | 24. September 2017 | Albuquerque  | ITF $80.000    | Hartplatz | Maria Sanchez        | 6:4, 6:2       |
| 4.  | 10. Oktober 2021   | Las Vegas    | ITF W60        | Hartplatz | Yuriko Lily Miyazaki | 6:1, 6:1       |
| 5.  | 20. November 2022  | Funchal      | ITF W25        | Hartplatz | Ashley Lahey         | 2:6, 6:3, 6:2  |
| 6.  | 12. März 2023      | Pretoria     | ITF W25        | Hartplatz | Lina Glushko         | 3:6, 6:3, 7:66 |
| 7.  | 21. Mai 2023       | Kurume       | ITF W60        | Rasen     | Ma Yexin             | 7:5, 5:7, 6:1  |
| 8.  | 29. Oktober 2023   | Tampico      | WTA Challenger | Hartplatz | Anna Kalinskaja      | 6:3, 3:6, 7:63 |
| 9.  | 19. Mai 2024       | Kurume       | ITF W75        | Teppich   | Arina Rodionova      | 7:61, 3:6, 6:3 |

### Doppel
| Nr. | Datum              | Turnier             | Kategorie   | Belag     | Partnerin          | Finalgegnerinnen                           | Ergebnis          |
| --- | ------------------ | ------------------- | ----------- | --------- | ------------------ | ------------------------------------------ | ----------------- |
| 1.  | 20. Juli 2013      | Evansville          | ITF $10.000 | Hartplatz | Brooke Bolender    | Denise Muresan Jacqueline Wu               | 6:3, 6:4          |
| 2.  | 29. Januar 2016    | Saint Martin        | ITF $10.000 | Hartplatz | Alexa Bortles      | Alexandra Morozova Keren Shlomo            | 6:4, 6:2          |
| 3.  | 7. Mai 2016        | Antalya             | ITF $10.000 | Hartplatz | Sarah Lee          | Ayla Aksu Julija Stamatowa                 | 6:0, 6:3          |
| 4.  | 17. September 2016 | Lubbock             | ITF $25.000 | Hartplatz | Catherine Harrison | Ema Burgić Bucko Renata Zarazúa            | 6:3, 6:4          |
| 5.  | 1. Oktober 2016    | Stillwater          | ITF $25.000 | Hartplatz | Ronit Yurovsky     | Giuliana Olmos Nazari Urbina               | 6:4, 6:76, [10:6] |
| 6.  | 8. Oktober 2016    | Mexiko-Stadt        | ITF $10.000 | Hartplatz | Jessica Wacnik     | Alexia Coutiño Castillo Victoria Rodriguez | 6:3, 6:4          |
| 7.  | 11. März 2017      | Orlando             | ITF $15.000 | Sand      | Sanaz Marand       | Chiara Scholl Marcela Zacarías             | 6:1, 6:3          |
| 8.  | 14. April 2017     | Pelham              | ITF $25.000 | Sand      | Sanaz Marand       | Amanda Carreras Tena Lukas                 | kampflos          |
| 9.  | 23. April 2017     | Dothan              | ITF $60.000 | Sand      | Sanaz Marand       | Kristie Ahn Lizette Cabrera                | 6:3, 1:6, [10:2]  |
| 10. | 7. Mai 2017        | Charleston          | ITF $60.000 | Sand      | Alexa Guarachi     | Kaitlyn Christian Sabrina Santamaria       | 5:7, 6:3, [10:5]  |
| 11. | 13. Mai 2017       | Naples              | ITF $25.000 | Sand      | Sanaz Marand       | Danielle Collins Taylor Townsend           | 7:61, 6:1         |
| 12. | 20. Mai 2017       | Naples              | ITF $25.000 | Sand      | Alexa Guarachi     | Sophie Chang Ulrikke Eikeri                | 6:3, 6:1          |
| 13. | 1. Juli 2017       | Auburn              | ITF $25.000 | Hartplatz | Alexa Guarachi     | Ellen Perez Luisa Stefani                  | 4:6, 6:4, [10:5]  |
| 14. | 14. September 2019 | Redding             | ITF W25     | Hartplatz | Tara Moore         | Catherine Harrison Paige Hourigan          | 6:3, 6:1          |
| 15. | 19. Oktober 2019   | Florence            | ITF W25     | Hartplatz | Tara Moore         | Olivia Tjandramulia Marcela Zacarías       | 7:5, 6:4          |
| 16. | 30. Januar 2021    | Rome                | ITF W60     | Hartplatz | Tara Moore         | Wolha Hawarzowa Jovana Jović               | 5:7, 6:2, [10:8]  |
| 17. | 20. Februar 2021   | Orlando             | ITF W25     | Hartplatz | Tara Moore         | María Camila Osorio Serrano Conny Perrin   | 7:5, 2:6, [10:5]  |
| 18. | 3. April 2021      | Dubai               | ITF W25     | Hartplatz | Tara Moore         | Berfu Cengiz İpek Öz                       | 7:5, 4:6, [10:7]  |
| 19. | 12. Juni 2021      | Santo Domingo       | ITF W25     | Hartplatz | Quinn Gleason      | Kelly Williford Ana Carmen Zamburek        | 7:5, 6:4          |
| 20. | 19. Juni 2021      | Sumter              | ITF W25     | Hartplatz | Catherine Harrison | Paige Hourigan Aldila Sutjiadi             | 7:5, 6:4          |
| 21. | 8. Januar 2022     | Traralgon           | ITF W60+H   | Hartplatz | Tara Moore         | Catherine Harrison Aldila Sutjiadi         | 0:6, 7:61, [10:8] |
| 22. | 18. Februar 2023   | Irapuato            | ITF W60+H   | Hartplatz | Ingrid Neel        | Quinn Gleason Elixane Lechemia             | 7:64, 3:6, [10:6] |
| 23. | 11. März 2023      | Pretoria            | ITF W25     | Hartplatz | Lina Glushko       | Tímea Babos Georgina García Pérez          | 6:3, 4:6, [13:11] |
| 24. | 15. April 2023     | Scharm asch-Schaich | ITF W25     | Hartplatz | Eudice Chong       | Darja Astachowa Jekaterina Reingold        | 6:2, 6:4          |
| 25. | 13. Mai 2023       | Fukuoka             | ITF W60     | Teppich   | Lina Glushko       | Ma Yexin Alana Parnaby                     | 7:5, 6:3          |
| 26. | 7. Juni 2024       | Surbiton            | ITF W100    | Rasen     | Aleksandra Krunić  | Sarah Beth Grey Tara Moore                 | 6:1, 6:1          |

## Abschneiden bei Grand-Slam-Turnieren

### Einzel
| Turnier         | 2022 | 2023 | 2024 | 2025 | Karriere |
| --------------- | ---- | ---- | ---- | ---- | -------- |
| Australian Open | 1    | —    | 1    | Q3   | 1        |
| French Open     | Q1   | —    | 1    | Q1   | 1        |
| Wimbledon       | 1    | Q1   | 1    |      | 1        |
| US Open         | Q1   | Q3   | Q1   |      | —        |

Zeichenerklärung: S = Turniersieg; F, HF, VF, AF = Einzug ins Finale / Halbfinale / Viertelfinale / Achtelfinale; 1, 2, 3 = Ausscheiden in der 1. / 2. / 3. Hauptrunde; Q1, Q2, Q3 = Ausscheiden in der 1. / 2. / 3. Qualifikationsrunde; nicht ausgetragen

### Doppel
| Turnier         | 2017 | 2018 | 2019 | 2020 | 2021 | 2022 | 2023 | 2024 | Karriere |
| --------------- | ---- | ---- | ---- | ---- | ---- | ---- | ---- | ---- | -------- |
| Australian Open | —    | —    | —    | —    | —    | —    | —    | 1    | 1        |
| French Open     | —    | —    | —    | —    | —    | 2    | —    | —    | 2        |
| Wimbledon       | —    | —    | —    |      | 1    | 1    | —    | —    | 1        |
| US Open         | 1    | —    | —    | —    | 1    | —    | —    | —    | 1        |

## Persönliches
Bektas wurde in Deutschland geboren und entstammt einer bosnischen Familie. Sie wuchs in Indianapolis auf und besuchte John Newcombes Akademie in New Braunfels, Texas. Nach ihrer College-Karriere als Spielerin der University of Michigan wurde sie Profi.

## Auszeichnungen
Als Collegespielerin wurde Bektas 2014 und 2015 zweimal hintereinander als „Big Ten Tennis Athlete of the Year“ ausgezeichnet.